# Jack Spencer (cestista)
Jackson Masten Spencer, detto Jack (Davenport, 25 aprile 1923 – Davenport, 15 giugno 2004), è stato un cestista e allenatore di pallacanestro statunitense, professionista nella NBL.

## Carriera
Giocò per una stagione nella NBL, disputando 11 partite con 1,5 punti di media.